# Süss Nándor
Süss Nándor (ejtsd: züssz) (Marburg, Hessen tartomány, Németország, 1848. szeptember 25. – Budapest, 1921. április 1.) német származású mechanikus, a magyarországi  műszerészképzés és finommechanikai ipar megteremtője, az egykori Magyar Optikai Művek jogelődjének alapítója.

## Életpályája Magyarországon

### A kezdetek
1876-ban, 28 évesen érkezett Kolozsvárra, hogy az egyetemen felállítandó Mechanikusi Állomást megszervezze. Az ott kialakított műhelyben kezdte el az egyetemi oktatáshoz és a kutatáshoz szükséges kísérleti eszközök készítését.
1884-ben megbízták a Budapesten akkor létesített Állami Mechanikai Tanműhely (VI. Mozsár u. 8.)  vezetésével, mely az ország első műszerész szakiskolája volt, emellett azonban megrendeléseket is vállalt. Süss kinevezését Eötvös Loránd ajánlotta, aki azután maga is tőle rendelte műszereit, Süss készítette többek között a később világhírűvé lett torziós ingáit is. 
Az intézet gyorsan fejlődött, termékeit szerződés alapján az akkori idők egyik jó nevű kereskedőcége, a Calderoni és Tsa értékesítette. Süss műszerei több hazai és külföldi kiállításon sikerrel szerepeltek. Az 1896. évi millenniumi kiállításon az intézet fizikaoktatást segítő- és más taneszközein kívül számos geodéziai, erdészeti és egyéb műszerét is kiállították. Az 1900. évi párizsi világkiállításon egyik szintezőműszerüket aranyéremmel tüntették ki.

### Saját vállalat élén
Ugyanebben az 1900-as évben a tanműhelyt megszüntették. Süss Nándor Budán magánvállalatot alapított (Süss Nándor-féle Precíziós Mechanikai Intézet), ahol műszerfejlesztői tevékenységét és – rövid idő múlva – a szakemberképzést is folytathatta. Öt évvel később vállalatát a XII. ker. Csörsz utcában épített gyárépületbe helyezte át, ahol az önálló kutatómunka elősegítésére kísérleti laboratóriumot létesített. Ebben az időben ő maga is több találmányra kapott szabadalmat. 
A tudomány, az ipar és a közlekedés gyors fejlődése a századelőn egyre újabb és egyre pontosabb műszereket igényelt. A gyár hagyományossá vált, ismert termékei voltak a távcsöves geodéziai műszerek – teodolitok és különféle szintezők –, melyeket térképezésnél, híd- és vasútépítésnél mérésekre, kitűzésre használtak. Geodéziai rendeltetésű gyártmányok mellett nagy számban készültek erdészeti, bányászati, majd később katonai műszerek, távcsövek, valamint iskolai szemléltető és kísérleti célú eszközök is.

### Vállalatának sorsa
Süss 1918-ban visszavonult, vállalatát részvénytársasággá alakították át. Halálának évében, 1921-ben német licenc átvételével bevezették az optikai üvegek csiszolást és – az önálló kutatási tevékenységgel jórészt felhagyva – korszerűsítették a termelést. A következő évben megkezdték az Eötvös-inga exportra készülő gyártását. Süss Nándor gyárából fokozatosan a hazai optikai- és finommechanikai ipar meghatározó vállalata lett, melynek nevét az 1930-as évek végén Magyar Optikai Művekre (MOM) változtatták. A MOM egészen a rendszerváltásig sikerrel állta a történelem és a szocialista tervgazdálkodás meg-megújuló viharait, majd az eladósodott vállalatot részekre bontották és megszüntették.

## Idézetek
Eötvös Loránd:

| „ | Több, mint húsz év óta Süss Nándorral és műhelyének segítségével dolgozom, és bátran állíthatom, hogy úgy, mint én, igénybe vették e segítséget tudós társaim közül mindazok, akik nem elégedve meg a kísérleteknek sablonszerű megítélésével, újabb vizsgálati módszerek megállapítására törekedtek… Süss mindig egész munkaerejével, s mondhatnám áldozatkészségével volt segítségünkre… Én részemről egész nyíltsággal jelenthetem ki, hogy ami keveset tudományos kutatásaim során elértem azt Süss segítsége nélkül aligha értem volna el. | ” |
|   | |   |

Pusztai Ferenc Kossuth-díjas főkonstruktőr: 

| „ | Finommechanikai műszergyártási profilunkat Süss Nándor alapozta meg. E profilon belül elsősorban geodéziai és geofizikai műszerek fejlesztésével és gyártásával foglalkozott. Tanintézete sok jó szakembert nevelt, akik később ugyancsak úttörői lettek a nálunk lassan meghonosodó finommechanikai és később optikai iparnak. | ” |
|   | |   |

Süss Nándor hitvallása:

| „ | Néhányan közületek bizonyára azon gondolkodnak, hogy miért nem lettem gazdag? A nyugodt lelkiismeret aranyat ér, mindig ez volt az én nyugvópárnám. Majd, ha egyszer nem leszek ezt olvashatjátok sírkövemen: Ebben a sírban nyugszik Istenben az a férfi, aki mint ember és polgár megtette kötelességét. | ” |
|   | |   |

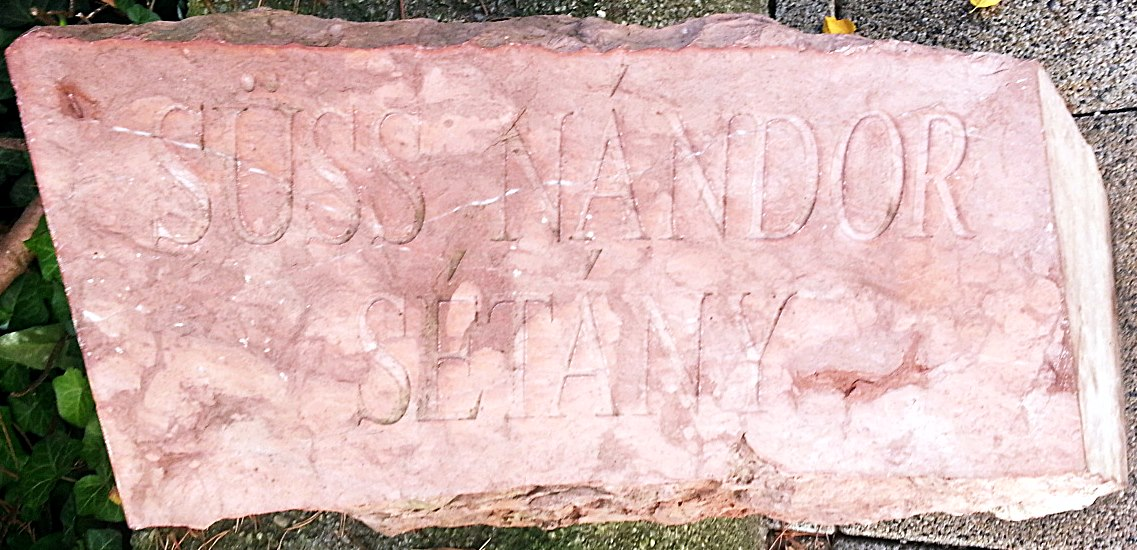
A róla elnevezett sétány emlékköve a MOM Park-ban
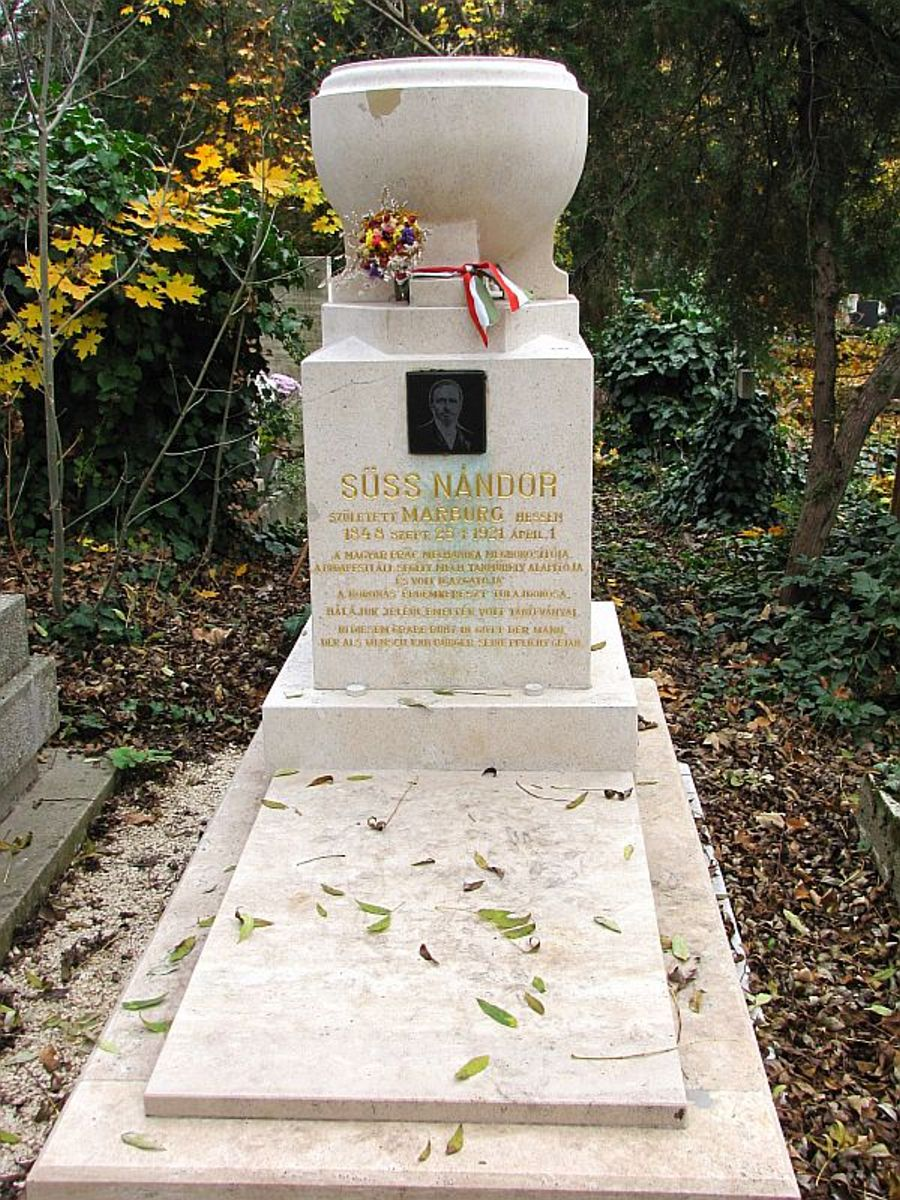
Süss Nándor sírja Budapesten. Farkasréti temető: 6/5-1-161.